# María Barranco

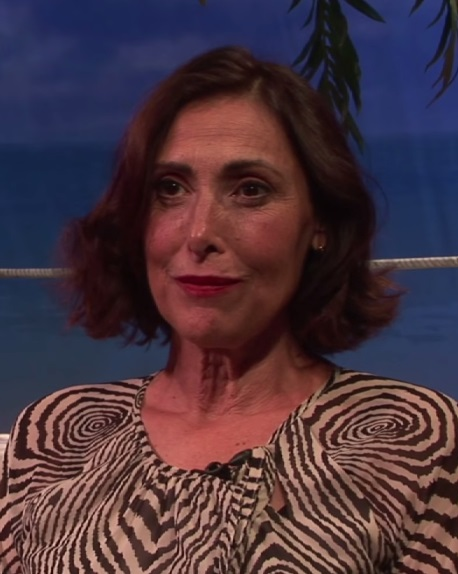
María Barranco (2014).

María Barranco (* 11. Juni 1961 in Málaga; eigentlich María de los Remedios Barranco García) ist eine spanische Schauspielerin.
Barranco studierte ursprünglich Medizin, brach das Studium aber wegen ihrer Schauspielkarriere ab. Von 1982 bis 2004 war Barranco mit dem Regisseur Imanol Uribe zusammen. Ihre gemeinsame Tochter wurde im Jahr 1993 geboren.
Barranco gewann zweimal den Goya als beste Nebendarstellerin: 1989 für ihre Rolle in Mujeres al borde de un ataque de nervios und  1991 für Ay Carmela! – Lied der Freiheit. Drei weitere Male war sie als beste Nebendarstellerin nominiert: 1990 (Las cosas del querer), 1992 (El rey pasmado) und 1994 (La ardilla roja).

## Filmographie (Auswahl)
- 1985: El elegido
- 1988: Frauen am Rande des Nervenzusammenbruchs (Mujeres al borde de un ataque de nervios)
- 1989: Die Dinge der Liebe (Las cosas del querer)
- 1990: Fessle mich! (¡Átame!)
- 1990: Ay Carmela! – Lied der Freiheit (¡Ay, Carmela!)
- 1991: Der verblüffte König (El rey pasmado)
- 1993: Das rote Eichhörnchen (La ardilla roja)
- 1994: Ein ganz normales Leben (Uma Vida Normal)
- 1995: Eine ganz heiße Nummer (Boca a boca)
- 1998: Das Mädchen deiner Träume (La niña de tus ojos)
- 2002: Carols Reise (El viaje de Carol)
- 2010: América